# Laroya
Laroya és una localitat de la província d'Almeria, Andalusia. L'any 2005 tenia 127 habitants. La seva extensió superficial és de 21 km² i té una densitat de 6,0 hab/km². Les seves coordenades geogràfiques són 37° 18′ N, 2° 20′ O. Està situada a una altitud de 860 metres i a 114 quilòmetres de la capital de la província, Almeria.

## Demografia
| 1996 | 1998 | 1999 | 2000 | 2001 | 2002 | 2003 | 2004 | 2005 |
| ---- | ---- | ---- | ---- | ---- | ---- | ---- | ---- | ---- |
| 108  | 108  | 105  | 107  | 98   | 100  | 102  | 123  | 127  |